# Scared Shrekless
Scared Shrekless (Brasil: Assustando Shrek / Portugal: O Susto de Shrek) é um curta-metragem animado de fantasia infanto-juvenil e humor negro norte-americano produzido pela DreamWorks Animation, com duração de 21 minutos, que conta a história de Halloween do Shrek com a sua família, em eventos posteriores ao quarto filme da franquia. Esse especial  foi baseado no livro infantil Shrek!, do escritor William Steig, publicado em 1990.

Em Portugal, o curta estreou na televisão no dia 31 de outubro de 2010, na rede SIC, e, mais tarde, no canal SIC K. Já nos Estados Unidos, o curta especial de Halloween estreou na rede de televisão americana NBC, na quinta-feira de 28 de outubro de 2010. No Brasil foi exibido pela primeira vez na TV Globinho em 12 de outubro de 2011, como parte da comemoração ao dia das crianças. Desde então, foi exibido recorrentemente pela Rede Globo e por canais por assinatura..
Este curta marca pela primeira vez, o ator Eddie Murphy não reprisando seu papel como o personagem Burro, onde acaba por ser substituído por Dean Edwards; há também a ausência do autor Rupert Everett, que anteriormente dublava o Príncipe Encantado, que agora é substituído por Sean Bishop, e os bebês ogros, na qual agora são dublados por Miles Christopher Bakshi e Nina Zoe Bakshi.

## História
No Halloween, Shrek (Mike Myers), Fiona (Cameron Diaz) e os seus filhos, aproveitam ao máximo este dia pregando sustos às pessoas nas ruas. Logo, a família chega à sua casa no pântano, e acaba encontrando os seus amigos mascarados dentro dela para os assustar, como isso não resultou em nada, Shrek e os amigos decidem formar um concurso, contando as histórias de terror mais assustadoras de sempre, quem aguentar mais tempo sem se assustar é nomeado o "Rei do Halloween". Estes vão todos para o castelo do Lorde Farquaad em Duloc, assim decidiu Shrek. E, durante esta noite, o grupo passa um grande bocado a contar histórias de terror, mas apenas um será o "Rei do Hallowen".

## Elenco

### Dublagem original
- Mike Myers como Shrek;
- Dean Edwards como Burro;
- Antonio Banderas como Gato de Botas;
- Cameron Diaz como Princesa Fiona;
- Conrad Vernon como Homem-Biscoito e Homem-Queque (o padeiro que criou o Homem-Biscoito);
- Cody Cameron como Pinóquio e Os Três Porquinhos;
- Aron Warner como Lobo Mau;
- Christopher Knights como Os Três Ratos Cegos;
- Sean Bishop como Geppeto, Príncipe Encantado, Grilo Falante e Waffle;
- Kristen Schaal como Sugar (Mulher-Biscoito);
- Devon Werkheiser como Adolescente #1 e Adolescente #2.

### Dublagem brasileira
- Mauro Ramos como Shrek;
- Mário Jorge Andrade como Burro;
- Alexandre Moreno como Gato de Botas;
- Fernanda Crispim como Princesa Fiona;
- Marcelo Coutinho como Homem-Biscoito;
- Manolo Rey como Pinóquio;
- Pâmela Rodrigues como Felícia;
- Luiz Carlos Persy como Lobo;
- Flávia Saddy como Mulher-Biscoito;
- Marcelo Garcia como Padeiro;
- McKeidy Lisita como Grilo Falante;
- Ettore Zuim como Príncipe Encantado

### Dublagem portuguesa
- José Jorge Duarte como Shrek;
- Rui Paulo como Burro;
- Paulo Oom como Gato de Botas e Pinóquio;
- Cláudia Cadima como Princesa Fiona;
- Carlos Macedo como Homem-Biscoito e Porquinho #1;
- Peter Michael como Homem-Queque e Grilo Falante;
- Carlos Freixo como Lobo Mau e Porquinho #2.

## Lançamento
Após ter sido estreado para especial de televisão no Halloween de 2010, o curta-metragem foi adicionado para DVD em animações da DreamWorks Animation no final de setembro de 2011. junto com o curta-metragem, Abóboras Mutantes do Espaço, do filme Monstros vs. Alienígenas. E, em 2012, respectivamente, o curta, junto com os especiais de Halloween da própria produtora, reapareceu no especial Dreamworks Spooky Stories (DreamWorks - Histórias Assustadoras, em português brasileiro).
Foi re-lançado em 28 de agosto de 2012, no Shrek's Thrilling Tales, em DVD, e Shrek's Spooky Stories, em Blu-ray.